# سيدني هيرنغ
سيدني هيرنغ (بالإنجليزية: Sydney Herring)‏ هو عسكري أسترالي، ولد في 8 أكتوبر 1881 في Gladesville ‏ في أستراليا، وتوفي في 27 مايو 1951 في Killara ‏ في أستراليا.